# Elena Satine
Elena Marié Satine (Tbilisi, 24 november 1987) is een in Georgië geboren Amerikaans actrice en zangeres.
Ze verscheen in een aantal televisieseries, waaronder Magic City (2012–2013) en Revenge (2014–2015). Ze verscheen ook in een aantal andere series, waar ze Mera in Smallville (2010), Lorelei in Agents of S.H.I.E.L.D. (2014) en Sonya Simonson/Dreamer  in The Gifted (2017) speelde.

## Filmografie

### Films
| Jaar | Productie                          | Rol         |
| ---- | ---------------------------------- | ----------- |
| 2009 | Don't Look Up                      | Anca        |
| 2009 | The Harsh Life of Veronica Lambert | Penelope    |
| 2009 | Adventures in Online Dating        | Christine   |
| 2015 | A Beautiful Now                    | Jaki        |
| 2015 | Zipper                             | Ellie Green |
| 2016 | Outlaw                             | Elena       |

### Televisieseries
| Jaar      | Productie                | Rol                      |
| --------- | ------------------------ | ------------------------ |
| 2008      | Gemini Division          | Nadia                    |
| 2008      | Cold Case                | Nadia Koslov (1989)      |
| 2009      | Melrose Place            | Abby Douglas             |
| 2010      | Agatha Christie's Poirot | Countess Andrenyi        |
| 2010      | Smallville               | Mera                     |
| 2011      | NCIS                     | Adriana Gorgova          |
| 2012–2013 | Magic City               | Judi Silver              |
| 2014      | Agents of S.H.I.E.L.D.   | Lorelei                  |
| 2014      | Matador                  | Margot                   |
| 2014–2015 | Revenge                  | Louise Ellis             |
| 2016      | Timeless                 | Judith Campbell          |
| 2017      | Twin Peaks               | Rhonda                   |
| 2017      | 24: Legacy               | Juliana Mehmeti          |
| 2017      | The Gifted               | Sonya Simonson / Dreamer |
| 2018      | Strange Angel            | Maggie Donovan           |
| 2021      | Cowboy Bebop             | Julia                    |